# Weiter Karkopf
De Weite Karkopf is een 2774 m.ü.A. hoge berg in de Ötztaler Alpen in de Oostenrijkse deelstaat Tirol.
De berg ligt in de Geigenkam, een subgroep van de Ötztaler Alpen. De berg is de hoogste van de Karköpfe in de Geigenkam; ten noordwesten liggen in afnemende hoogte de Mitter, Hohe en Erste Karkopf. De top is bereikbaar vanuit Tumpen (937 m.ü.A., gemeente Umhausen) via de Armelenhütte (1747 m.ü.A.) en de toppen van de overige Karköpfe. Een vaker genomen route loopt vanuit Roppen (750 m.ü.A.) via onder andere de top van de Mutzeiger en de Hahnenkamm, de zogenaamde Forchheimer Weg.,